# Ибрагимов, Равиль Зильфикарович
Равиль Зильфикарович Ибрагимов (25 декабря 2000, Талгар, Казахстан) — казахстанский футболист, защитник.

## Клубная карьера
Футбольную карьеру начинал в 2018 году в составе клуба «Кайрат-М» во второй лиге.
В начале 2019 года перешёл в казахстанский клуб «Астана».
В начале 2020 года вернулся в «Кайрат». 21 ноября 2020 года в матче против клуба «Кызыл-Жар» дебютировал в казахстанской Премьер-лиге (2:3).
В августе 2021 года на правах аренды перешёл в российский клуб «Кайрат» Москва.
В марте 2022 года на правах аренды подписал контракт с клубом «Атырау».

## Достижения
«Кайрат»
- Чемпион Казахстана: 2020

## Клубная статистика
| Игровая карьера | Игровая карьера | Игровая карьера | Лига | Лига | Кубок | Кубок | Межд. | Межд. | Др. | Др. |
| --------------- | --------------- | --------------- | ---- | ---- | ----- | ----- | ----- | ----- | --- | --- |
| 2018            | Кайрат-М        | В               | 17   | 0    | —     | —     | —     | —     | —   | —   |
| 2019            | Астана          | А               | —    | —    | 1     | 0     | —     | —     | —   | —   |
| 2019            | Астана U-21     | Б               | 15   | 0    | —     | —     | —     | —     | —   | —   |
| 2020            | Кайрат          | А               | 1    | 0    | —     | —     | —     | —     | —   | —   |
| 2020            | Кайрат-Жастар   | Б               | 7    | 0    | —     | —     | —     | —     | —   | —   |
| 2021            | Кайрат          | А               | —    | —    | 3     | 0     | —     | —     | —   | —   |
| 2021            | Кайрат-Жастар   | Б               | 11   | 0    | —     | —     | —     | —     | —   | —   |
| 2021/22         | Кайрат          | В               | 6    | 0    | 1     | 0     | —     | —     | —   | —   |
| 2022            | Атырау          | А               | —    | —    | —     | —     | —     | —     | —   | —   |